# Marc Rieffel
Marc Aristide Rieffel, né le 22 décembre 1937 est un mathématicien reconnu pour ses contributions fondamentales à l'algèbre C*  et à la théorie quantique des groupes . Il est actuellement professeur au département de mathématiques de l'université de Californie à Berkeley.
En 2012, il est sélectionné comme l'un des premiers boursiers de l'American Mathematical Society .

## Contributions
Rieffel obtient son doctorat à l'université Columbia en 1963 sous la direction de Richard Kadison avec une thèse intitulée A Characterization of Commutative Group Algebras and Measure Algebras.
Rieffel introduit l'équivalence de Morita comme notion fondamentale en géométrie non commutative et comme outil de classification des algèbres C*. Par exemple, en 1981, il montre que si A θ désigne le tore non commutatif d'angle θ, alors A θ et A η sont équivalents de Morita si et seulement si θ et η se trouvent dans la même orbite de l'action de SL(2, Z ) sur R par transformations linéaires fractionnaires . Plus récemment, Rieffel introduit un analogue non commutatif de la convergence de Gromov-Hausdorff pour les espaces métriques compacts qui est motivé par des applications à la théorie des cordes .